# Michael Carcone
Michael Carcone (* 19. Mai 1996 in Ajax, Ontario) ist ein kanadischer Eishockeyspieler, der seit Juni 2024 bei den Utah Mammoth in der National Hockey League unter Vertrag steht. Mit der kanadischen Nationalmannschaft gewann der linke Flügelstürmer die Goldmedaille bei der Weltmeisterschaft 2023.

## Karriere
Michael Carcone wurde in Ajax geboren und spielte in seiner Jugend unter anderem für die Stouffville Spirit in der Ontario Junior Hockey League (OJHL). Das höchste Level der kanadischen Juniorenligen erreichte er aber nicht in seiner Heimatprovinz und somit der Ontario Hockey League (OHL), sondern wechselte stattdessen zur Saison 2014/15 in die Ligue de hockey junior majeur du Québec (LHJMQ) zu den Voltigeurs de Drummondville. In der Spielzeit 2015/16 verzeichnete er dort 89 Punkte in 66 Partien, sodass er sich für den Profibereich empfahl, ohne zuvor in einem NHL Entry Draft berücksichtigt worden zu sein. Im Juli 2016 unterzeichnete er daher als Free Agent einen Einstiegsvertrag bei den Vancouver Canucks, die ihn bei ihrem Farmteam in der American Hockey League (AHL) einsetzten, den Utica Comets.
Nach etwa zweieinhalb Jahren dort gaben ihn die Canucks im Tausch für Josh Leivo an die Toronto Maple Leafs ab, wo Carcone die Saison 2018/19 bei den Toronto Marlies in der AHL beendete. Ohne bisher in der National Hockey League (NHL) zum Einsatz gekommen zu sein, wechselte der Angreifer im Juli 2019 als Free Agent zu den Ottawa Senators, wo er einen Zweijahresvertrag unterzeichnete. Nach eineinhalb Saisons in Belleville wurde er von Ottawa zu den Nashville Predators transferiert, wobei Zach Magwood im Gegenzug zu den Senators wechselte. Von dort wiederum wurde der Flügelstürmer, ohne überhaupt in der Organisation der Predators zum Einsatz gekommen zu sein, im Februar 2021 an die Tucson Roadrunners aus der AHL verliehen. Im Juli 2021 wiederum wurde er auch von deren NHL-Kooperationspartner unter Vertrag genommen, den Arizona Coyotes, für die er schließlich im Dezember 2021 zu seinem Einstand in der NHL kam.
Überwiegend lief er jedoch nach wie vor in der AHL auf, wobei er in der Spielzeit 2022/23 mit 85 Scorerpunkten in 65 Punkten seine bisher beste Karrierestatistik verzeichnete. Er führte damit die gesamte AHL an, sodass er mit der John B. Sollenberger Trophy geehrt und darüber hinaus ins AHL First All-Star Team gewählt wurde. Zur Saison 2023/24 etablierte er sich im NHL-Aufgebot der Coyotes. Mit den Coyotes vollzog er nach der Saison 2023/24 den Umzug nach Salt Lake City, wo er fortan für den Utah Hockey Club aktiv ist, der seit Mai 2025 unter dem Namen Utah Mammoth firmiert.

### International
Nachdem Carcone im Juniorenbereich für keinerlei Nachwuchsauswahl Kanadas aufgelaufen war, debütierte er für die A-Nationalmannschaft im Rahmen der Weltmeisterschaft 2023. Dort gewann er mit seinem Heimatland prompt die Goldmedaille.

## Erfolge und Auszeichnungen
- 2023 Teilnahme am AHL All-Star Classic
- 2023 John B. Sollenberger Trophy
- 2023 AHL First All-Star Team

### International
- 2023 Goldmedaille bei der Weltmeisterschaft

## Karrierestatistik
Stand: Ende der Saison 2024/25

### International
Vertrat Kanada bei:
- Weltmeisterschaft 2023

(Legende zur Spielerstatistik: Sp oder GP = absolvierte Spiele; T oder G = erzielte Tore; V oder A = erzielte Assists; Pkt oder Pts = erzielte Scorerpunkte; SM oder PIM = erhaltene Strafminuten; +/− = Plus/Minus-Bilanz; PP = erzielte Überzahltore; SH = erzielte Unterzahltore; GW = erzielte Siegtore; 1 Play-downs/Relegation; Kursiv: Statistik nicht vollständig)